# Family Feud (spelprogramma)

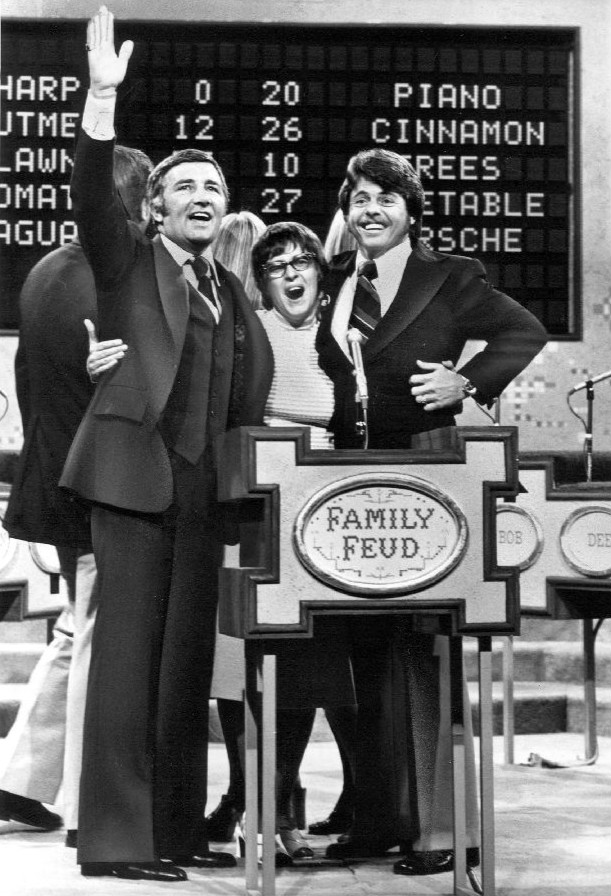
Richard Dawson presenteerde Family Feud van 1976 tot 1985 en opnieuw in 1994 en 1995.

Family Feud is een Amerikaans spelprogramma uit 1976 waarin twee families het tegen elkaar moeten opnemen door de populairste antwoorden op enquêtevragen te raden. Verschillende landen hebben eigen versies van het programma ontwikkeld. In België werd het uitgezonden onder de naam Familieraad en in Nederland als 5 tegen 5.